# 丁溴东莨菪碱
丁溴東莨菪鹼（INN：hyoscine butylbromide，USAN：scopolamine butylbromide）又称溴化丁基东莨菪碱，常見商品名 Buscopan（補斯可胖），是一種抗膽鹼劑，用於治療腹部絞痛、食道痙攣、膀胱過動症、膽絞痛和腎絞痛。它還用於改善個體於臨終時呼吸道產生過多的分泌物（參見死前喉鳴）。
此藥物的給藥方式有口服給藥、肌肉注射或靜脈注射。也有供直腸給藥用的栓劑。
丁溴東莨菪鹼於1950年獲得專利，並於1951年獲准用於醫療用途。它已列入世界衛生組織基本藥物標準清單之中。此藥物在美國並未獲得核准用於人類治療。（但可用類似化合物甲磺酸莨菪鹼進行治療）。
丁溴東莨菪鹼由東莨菪鹼製成，各種茄科植物中均天然含有東莨菪鹼，包括顛茄（含有劇毒）。
在開發中國家每錠批發價介於 0.004 至 0.11 美金之間。
個體於懷孕期間使用對於胎兒是否安全，尚未被充分了解。而個體於母乳哺育期間使用，對於嬰兒似乎安全。
丁溴東莨菪鹼在美國僅核准用於治療馬匹。 

## 医学效应

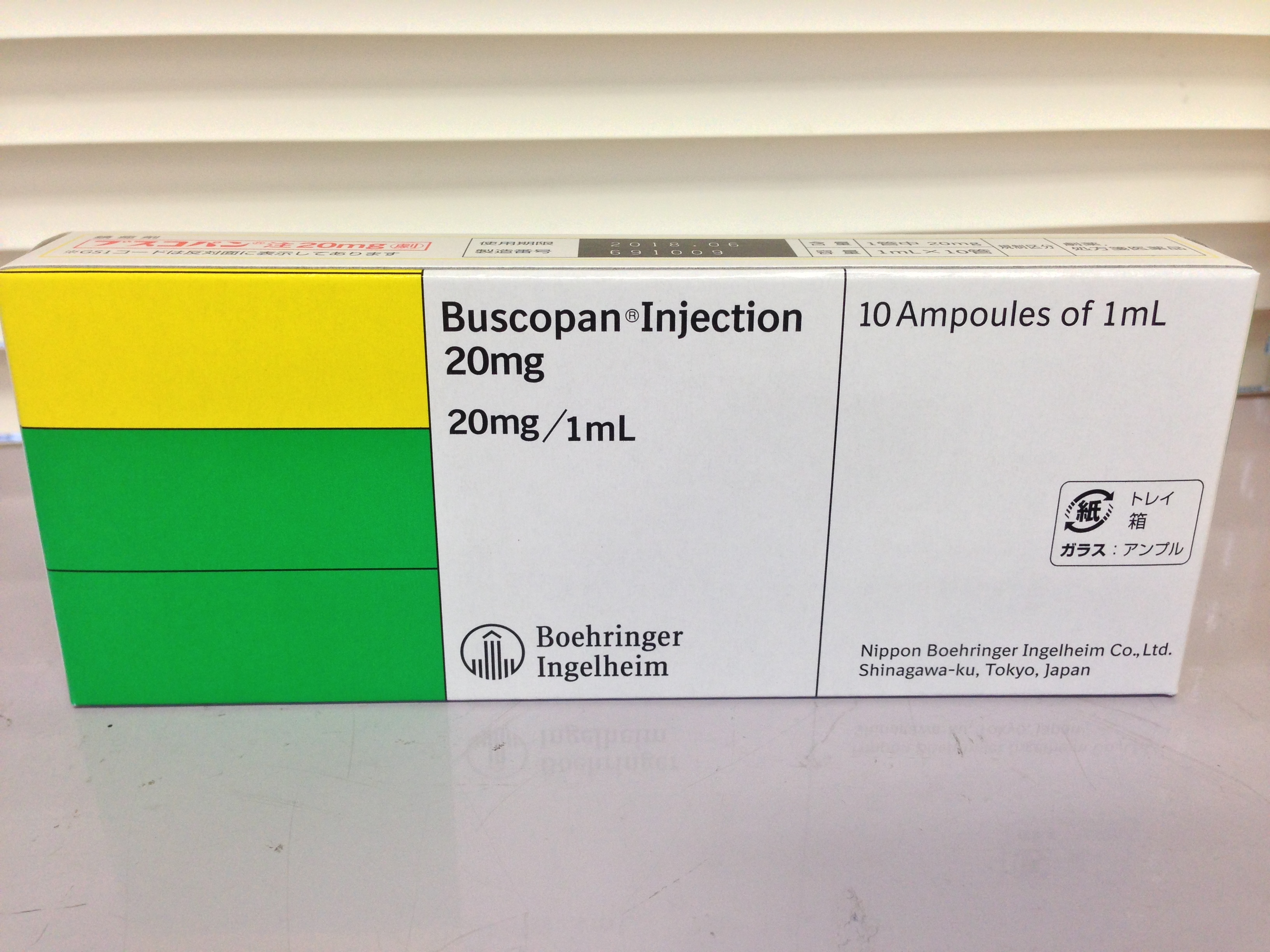
一盒商品名為Buscopan的丁溴東莨菪鹼注射劑。

使用胃镜可以直接观察丁溴东莨菪碱的效应。在胃的蠕动过分增多导致不适的情况下口服丁溴东莨菪碱可以在一两分钟内达到胃的蠕动完全停止的效果。
丁溴东莨菪碱是亲水季铵阳离子，因此很难被消化道吸收（吸收率小于10%）。虽然如此通过一系列安慰剂双盲试验证明它口服給藥和直腸給藥的有效性，尤其对肠易激综合征的痉挛有效。
对于对肠胃系统的医学作用身体的吸收不重要，因为在这些场合下消化道的局部作用是最重要的。因此丁溴东莨菪碱尤其适合于治疗比较轻的痉挛。
由于丁溴东莨菪碱的生物利用度很小因此在肠胃腔之外它口服几乎没有作用。但是通过靜脈注射它对肾和脾绞痛的作用有非常详细的纪录。除静脉注射外丁溴东莨菪碱也可以皮下注射或者肌肉注射。
有文献说丁溴东莨菪碱也可以减轻经痛。

## 用法
- 口服，每天三次，每次10毫克，以減輕腸易激綜合徵的症狀。
- 平滑肌鬆弛劑，主治胃腸潰瘍或胃腸炎引起的胃腸痙攣（止痛用），有藥丸或是點滴用注射液……等形態。（後者大多用在醫院的急診室，簡稱「補液」。）

## 副作用
使用後發生的副作用有昏睡、視力變化、口乾、心跳過速、誘發青光眼和過敏性休克。嗜睡並不常見。
建議有心臟問題的人使用時尤須謹慎。此藥物是一種抗膽鹼劑，對大腦（中樞神經系統）產生的影響不大。

## 与其它药物结合使用
丁溴东莨菪碱与对乙酰氨基酚配合的药物以为商品名出售。

## 医学特性
丁溴东莨菪碱被用来减缓平滑肌的运动，其作用可以持续数小时。它的生物半衰期为5.1小时。对经痛的作用有争议，原因是其非常小的生物利用度。

## 合成
丁溴东莨菪碱是存在于植物中的东莨菪碱的半合成衍生物。它是使用曼陀羅属等植物使用制药方法合成的。

## 濫用
丁溴東莨菪鹼不具中樞活性，被濫用的機率不高。有於2015年刊出的報導，稱英國一位於旺茲沃思的監獄和其他英國監獄的囚犯，透過吸食處方丁溴東莨菪鹼，藉此釋放出具有強烈致幻作用的東莨菪鹼。也有在伊朗馬什哈德中央監獄的囚犯濫用丁溴東莨菪鹼的報導。

## 外部連結
- Detailed Information（页面存档备份，存于）
- Advice about IBS（页面存档备份，存于）
- 補斯可胖注射液
- 補斯可胖糖衣錠１０公絲

Template:Muscarinic acetylcholine receptor modulators
季銨鹽